# Нижний Куклюк
 Нижний Куклюк  — деревня в Елабужском районе Татарстана. Входит в состав Старокуклюкского сельского поселения.

## География
Находится в северной части Татарстана на расстоянии приблизительно 30 км на северо-запад по прямой от районного центра города Елабуга у речки Куклюк.

## История
Основана во второй трети XVIII века выходцами из деревни Старый Куклюк. Относится к населенным пунктам с компактным населением из кряшен.

## Население
Постоянных жителей насчитывалось в 1859—140, в 1887—218, в 1905—283, в 1920—370, в 1926—401, в 1938—336, в 1949—212, в 1958—129, в 1970 — 86, в 1979 — 41, в 1989 — 11. Постоянное население составляло 17 человек (татары 41 %, русские 35 %) в 2002 году, 10 в 2010.